# موش‌های درختی
موش‌های درختی (نام علمی: Dendromus) نام یک سرده از خانواده موشان است.